# Bihár
Bihár (hindiül: बिहार, urduul: بہار, IPA: [bɪhaːr]) India egyik szövetségi állama a Hindusztáni-alföldön Uttar Prades államtól keletre.  
A mai Bihár – Magyarország nagyságú – területét tekintve India tizenkettedik, népességét tekintve a harmadik legnagyobb állama. A rajta átfolyó Gangesz osztja két részre, fővárosa Patna – a régi Pátaliputra.

## Földrajza
Kelet felé Nyugat-Bengállal, délre a belőle kivált Dzshárkhanddal, északra a független Nepállal határos.

## Története
Történelmi neve Magadha, ami a Maurja Birodalom és a Gupta Birodalom központi területe volt. Magadhából indult útjára a buddhizmus és a dzsainizmus is.

## Demográfia

### Népesség
Az állam népessége közel 104 millió fő volt a 2011-es népszámláláskor, ami igen magas népsűrűséget jelent: átlagosan 1100 fő/km² (2011-ben).

### Nyelvek
A hindi és az urdu a hivatalos nyelvek. 
A népesség jelentős része a hindi nyelvvel rokon bihári nyelveket beszél: bhodzspuri, magahi, maithili vagy angika.

### Vallás
A lakosság zöme hindu, a kisebbség az iszlám követője, a többi vallás híve elenyésző. 

## Városok
Főbb városok a 2011-es adatok alapján:
| Város       | Népesség  |
| ----------- | --------- |
| Patna       | 2 046 652 |
| Gajá        | 470 839   |
| Bhagalpur   | 410 210   |
| Muzaffarpur | 393 724   |

## Közigazgatás

Bihar körzetei

Az állam 38 körzetre van felosztva:
| Körzet (District)  | Székhely    | Terület   | Népesség (2011) | Népsűrűség   |
| ------------------ | ----------- | --------- | --------------- | ------------ |
| Araria             | Araria      | 2 829 km² | 2 806 200       | 992 fő/km²   |
| Arwal              | Arwal       | 637 km²   | 699 563         | 1 099 fő/km² |
| Aurangabad         | Aurangabad  | 3 304 km² | 2 511 243       | 760 fő/km²   |
| Banka              | Banka       | 3 020 km² | 2 029 339       | 672 fő/km²   |
| Begusarai          | Begusarai   | 1 918 km² | 2 954 367       | 1 540 fő/km² |
| Bhagalpur          | Bhagalpur   | 2 570 km² | 3 032 226       | 1 180 fő/km² |
| Bhojpur            | Arrah       | 2 395 km² | 2 720 155       | 1 136 fő/km² |
| Buxar              | Buxar       | 1 703 km² | 1 707 643       | 1 003 fő/km² |
| Darbhanga          | Darbhanga   | 2 279 km² | 3 921 971       | 1 721 fő/km² |
| Gaya               | Gajá        | 4 977 km² | 4 379 383       | 880 fő/km²   |
| Gopalganj          | Gopalganj   | 2 033 km² | 2 558 037       | 1 258 fő/km² |
| Jamui              | Jamui       | 3 097 km² | 1 756 078       | 567 fő/km²   |
| Jehanabad          | Jehanabad   | 932 km²   | 1 124 176       | 1 206 fő/km² |
| Kaimur             | Bhabua      | 3 334 km² | 1 626 900       | 488 fő/km²   |
| Katihar            | Katihar     | 3 056 km² | 3 068 149       | 1 004 fő/km² |
| Khagaria           | Khagaria    | 1 487 km² | 1 657 599       | 1 115 fő/km² |
| Kishanganj         | Kishanganj  | 1 883 km² | 1 690 948       | 898 fő/km²   |
| Lakhisarai         | Lakhisarai  | 1 228 km² | 1 000 717       | 815 fő/km²   |
| Madhepura          | Madhepura   | 1 787 km² | 1 994 618       | 1 116 fő/km² |
| Madhubani          | Madhubani   | 3 500 km² | 4 476 044       | 1 279 fő/km² |
| Munger             | Munger      | 1 419 km² | 1 359 054       | 958 fő/km²   |
| Muzaffarpur        | Muzaffarpur | 3 173 km² | 4 778 610       | 1 506 fő/km² |
| Nalanda            | Biharsharif | 2 355 km² | 2 872 523       | 1 220 fő/km² |
| Nawada             | Nawada      | 2 493 km² | 2 216 653       | 889 fő/km²   |
| Pashchim Champaran | Bettiah     | 5 230 km² | 3 922 780       | 750 fő/km²   |
| Patna              | Patna       | 3 202 km² | 5 772 804       | 1 803 fő/km² |
| Purba Champaran    | Motihari    | 3 968 km² | 5 082 868       | 1 281 fő/km² |
| Purnia             | Purnia      | 3 228 km² | 3 273 127       | 1 014 fő/km² |
| Rohtas             | Sasaram     | 3 934 km² | 2 962 593       | 753 fő/km²   |
| Saharsa            | Saharsa     | 1 686 km² | 1 897 102       | 1 125 fő/km² |
| Samastipur         | Samastipur  | 2 904 km² | 4 254 782       | 1 465 fő/km² |
| Saran              | Chhapra     | 2 641 km² | 3 943 098       | 1 493 fő/km² |
| Sheikhpura         | Sheikhpura  | 689 km²   | 634 927         | 922 fő/km²   |
| Sheohar            | Sheohar     | 349 km²   | 656 916         | 1 882 fő/km² |
| Sitamarhi          | Sitamarhi   | 2 294 km² | 3 419 622       | 1 491 fő/km² |
| Siwan              | Siwan       | 2 220 km² | 3 318 176       | 1 495 fő/km² |
| Supaul             | Supaul      | 2 425 km² | 2 228 397       | 919 fő/km²   |
| Vaishali           | Hajipur     | 2 036 km² | 3 495 249       | 1 717 fő/km² |

## Turizmus

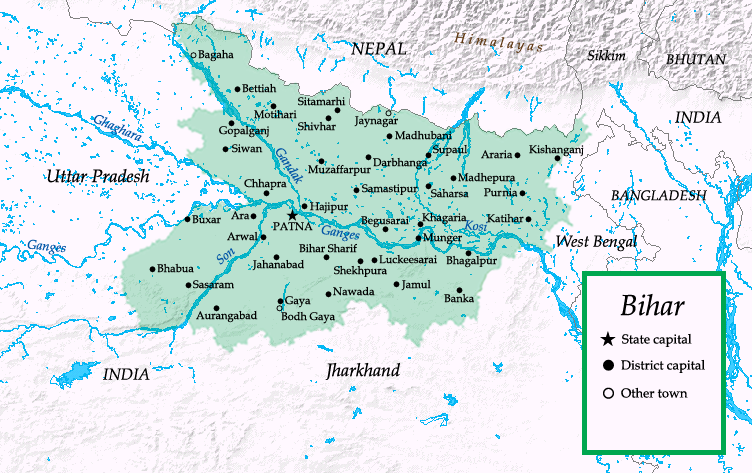
Bihar térképe

- Bodh-Gaja
- 100 km-re Patnától a Mahábódhi templom mellett a buddhista vallás kiemelkedő helyszíne, a négy legszentebb helyeik egyike a Bodhi fügefa, ami alatt Gautama Sziddhártha herceg megvilágosodott és Buddhává vált (am. „megvilágosodott”).
- Rajgir Hot Springs
- Nálanda

### Egyéb zarándokhelyek
- Rádzsgír
- Gajá
- Pátaliputra
- Vaisáli
- Patna (Mahavir Mandir)

## Galéria

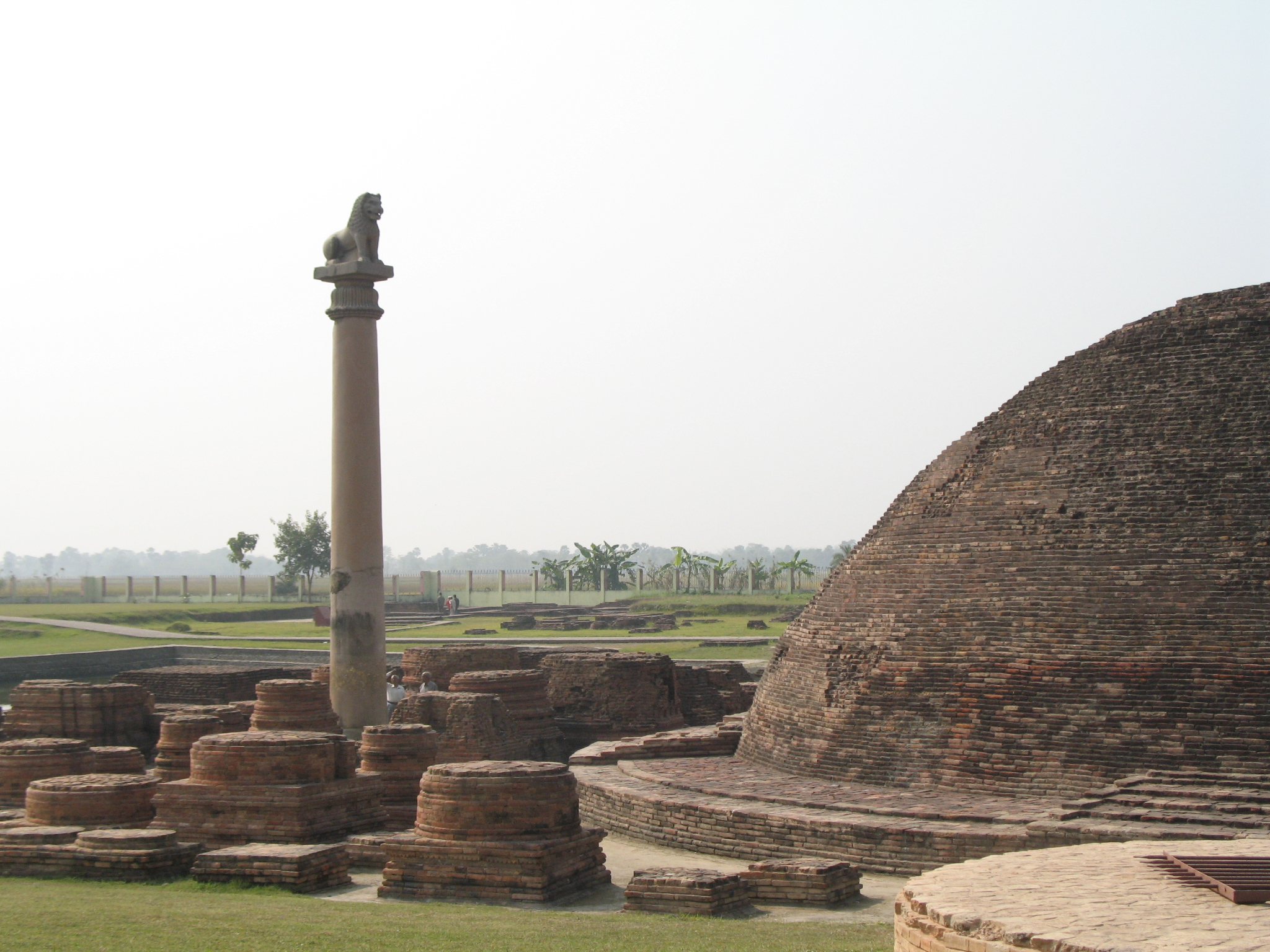
Vaishali
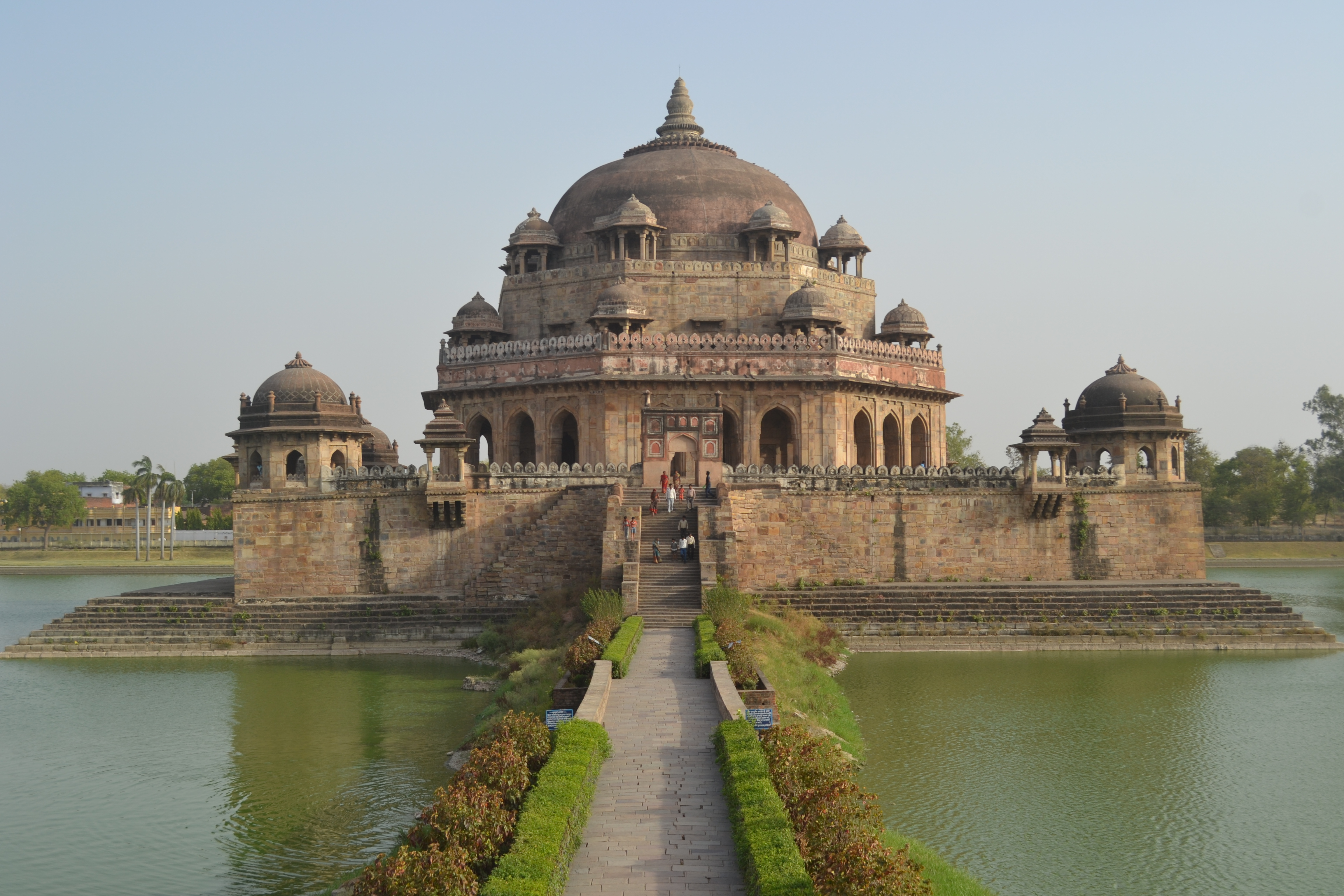
Sher Shah Suri sírtömbje, Sasaram
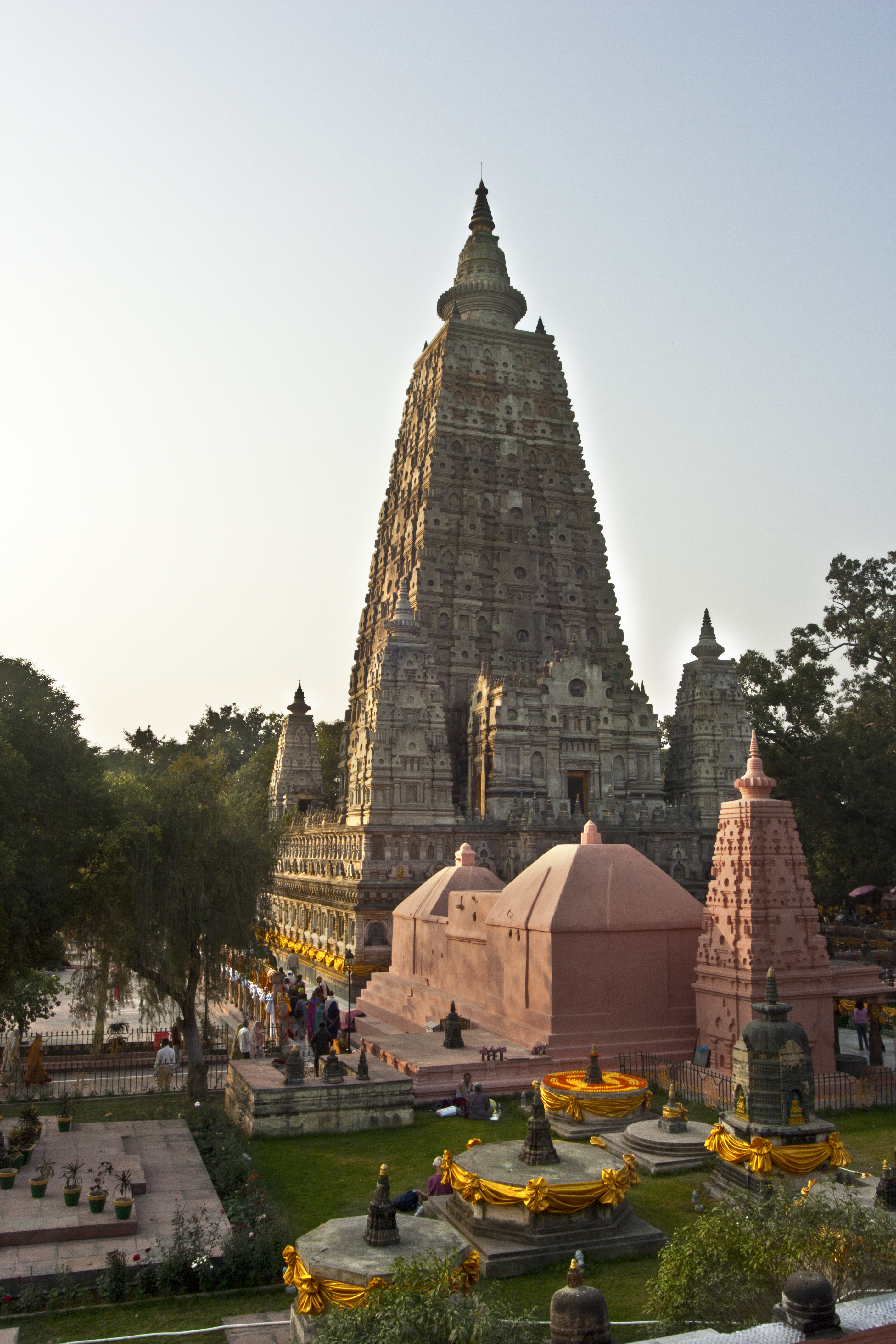
Mahabodhi-templom
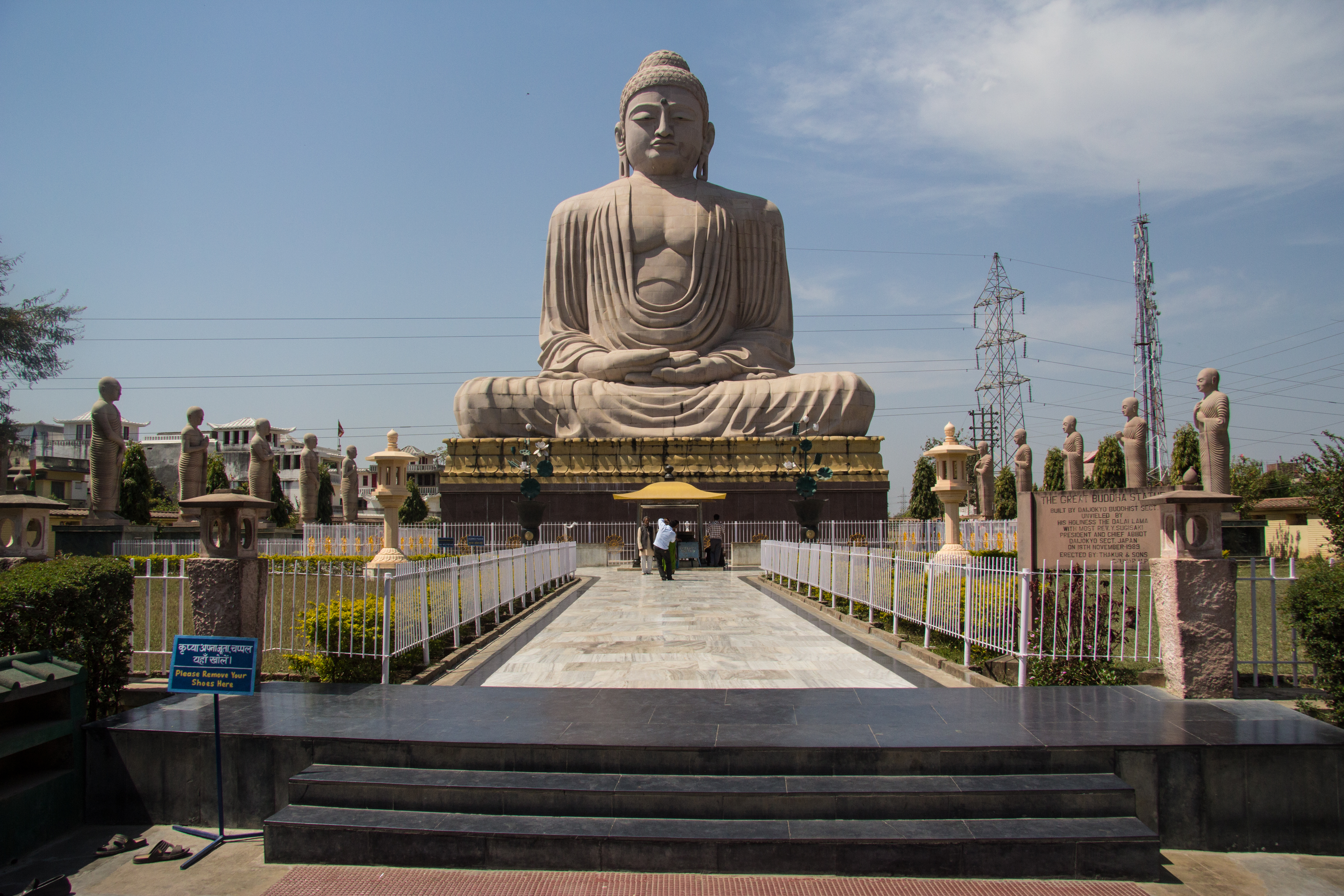
Buddha-szobor, Bodh Gaya
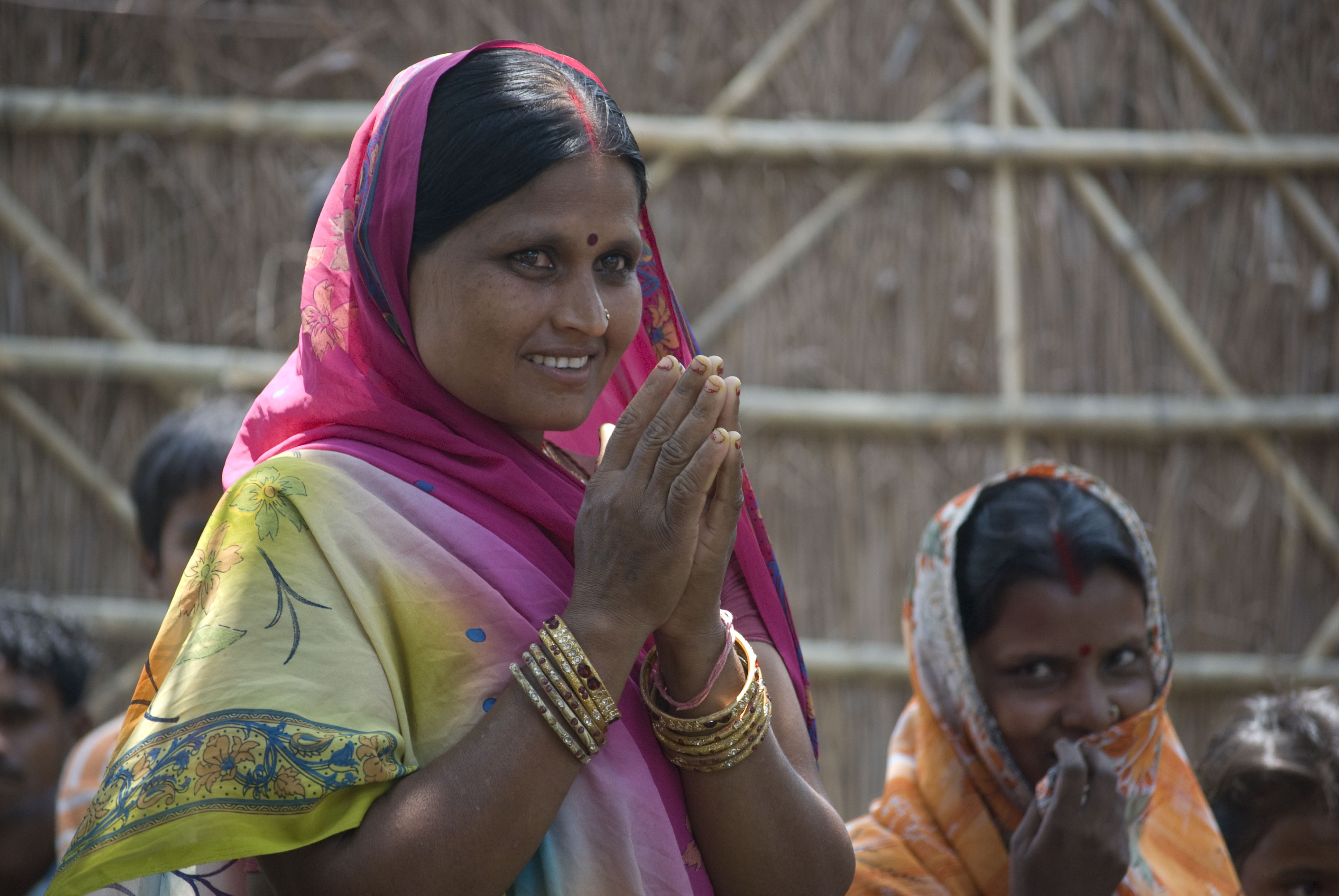
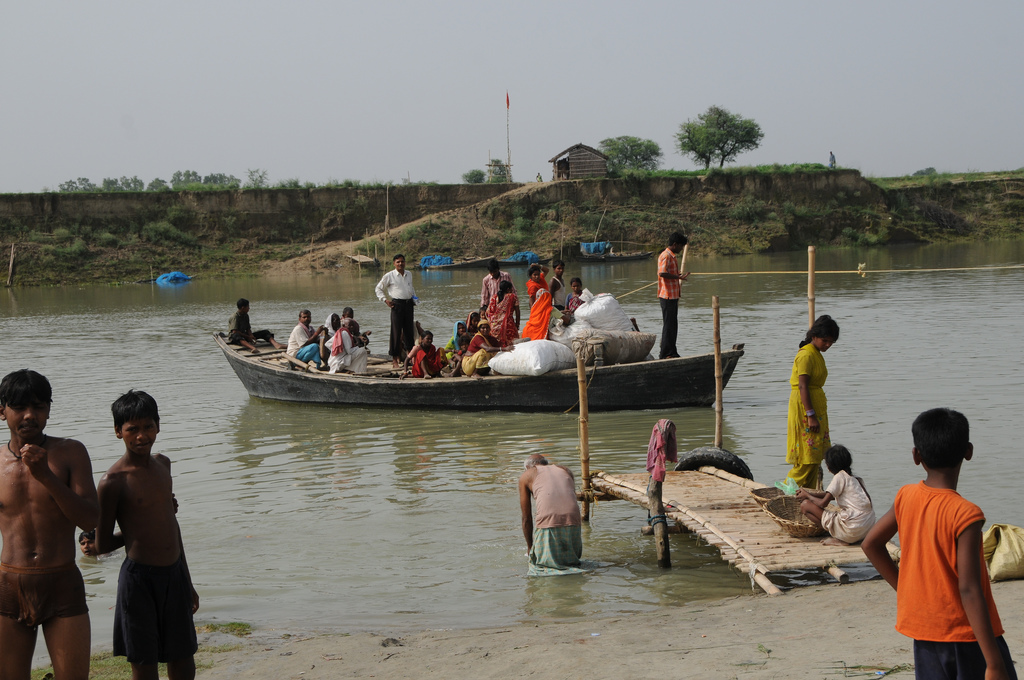

## Fordítás
- Ez a szócikk részben vagy egészben  a   Bihar című angol Wikipédia-szócikk fordításán alapul.  Az eredeti cikk szerkesztőit annak laptörténete sorolja fel. Ez a jelzés csupán a megfogalmazás eredetét és a szerzői jogokat jelzi, nem szolgál a cikkben szereplő információk forrásmegjelöléseként.
- Ez a szócikk részben vagy egészben  a   Bihar című német Wikipédia-szócikk fordításán alapul.  Az eredeti cikk szerkesztőit annak laptörténete sorolja fel. Ez a jelzés csupán a megfogalmazás eredetét és a szerzői jogokat jelzi, nem szolgál a cikkben szereplő információk forrásmegjelöléseként.